# Tekappseglingen 1866
Tekappseglingen 1866 var en inofficiell tävling mellan klipperskepp, som fraktade te från Kina till London. Årets första skörd brukade mogna i maj och bli klar för export från hamnstaden Fuzhou i provinsen Fujian vid Kinas ostkust.

## Förberedelser
Teet fraktades från odlingarna i träkistor på sampaner, båtar som seglade ner på Minfloden till klipperskeppen i hamnen i Fuzhou. Kineser arbetade sedan dygnet runt för att stuva ombord kistorna, medan besättningen kontrollerade lasten och gjorde fartyget klar för avgång. Fartygen fick inte lämna hamnen förrän de var fullastade. År 1866 lämnade nio skepp Fuzhou, men endast fem var med i tävlingen. Fiery Cross kom iväg den 29 maj, Ariel, Taeping, Serica den 30 maj och Taitsing den 31 maj.

## Klipperskepp och skeppare

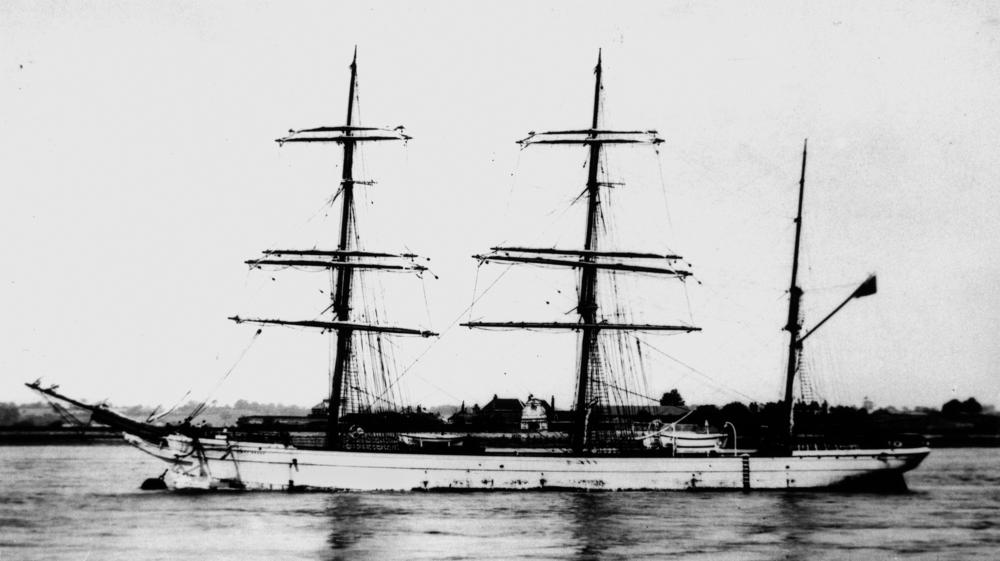
Segelskeppet Fiery Cross.

Klipperskeppen från mitten på 1800-talet var de snabbaste segelfartygen som byggts. Under ideala förhållanden kunde de komma upp i medelfarter kring 16 knop. Men för att vinna en kappsegling krävdes också en mästare till kapten.
| Nr | Skepp       | Byggd | Varv                            | Kapten           |
| -- | ----------- | ----- | ------------------------------- | ---------------- |
| 1  | Fiery Cross | 1860  | Shipyard at Chaloner, Liverpool | Dick Robinson    |
| 2  | Taeping     | 1863  | Robert Steele & Co, Greenock    | Donald MacKinnon |
| 3  | Serica      | 1863  | Robert Steele & Co, Greenock    | George Innes     |
| 4  | Taitsing    | 1865  | Charles Connell & Co, Glasgow   | Daniel Nutsford  |
| 5  | Ariel       | 1865  | Robert Steele & Co, Greenock    | John Keay        |

Distansen till London är cirka 14 000 distansminuter (M). Ariel loggade  15 000 M. Förstapriset delades mellan Ariel och Taeping. De seglade sträckan Fuzhou – London på 99 dygn. Serica, Fiery Cross och Taitsing gjorde resan på 101 dygn.

## Indiska oceanen

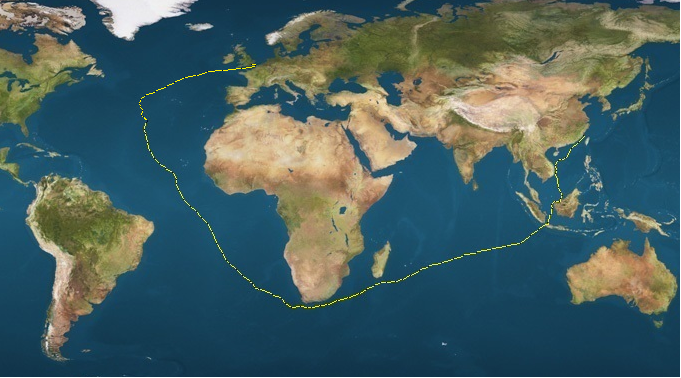
Ariels resa till London,1866.

Den närmaste vägen från Fuzhou till Indiska oceanen går genom Taiwansundet, över Sydkinesiska havet, utmed Vietnam och genom Sundasundet väster om Java. Fiery Cross passerade genom Sundasundet efter 20 dygn, Ariel och Taeping två dygn senare och Serica ytterligare ett dygn senare. Ute på Indiska oceanen fångade fartygen passadvinden, vilket gav de största dygnsdistanserna, uppåt 330 M. Efter cirka 15 dygn passerade fartygen Mauritius och gick sedan söder om Madagaskar mot Sydafrikas kust.

### Godahoppsudden
Fiery Cross, Ariel och Taeping passerade Godahoppsudden samma dag, den 13 juli. Serica passerade tre dygn senare och Taitsing åtta dygn senare.

## Rapporter om kappseglingen

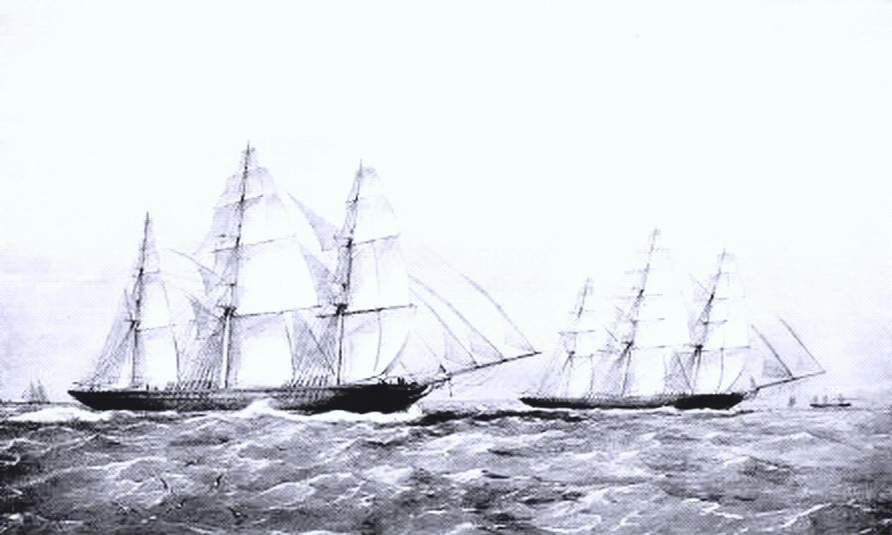
Skeppen Ariel och Taeping i tävlan uppför Engelska kanalen.

Tidningar i Hongkong, Sydafrika och London med flera rapporterade om kappseglingen. Bookmakers över hela världen började organisera vadslagning om vilket fartyg som först skulle anlända till London. För det första fartyg skulle telasten betalas med ett högre pris, skepparen och besättningen skulle få en bonus.
Daily Telegraph i London skrev om tekappseglingen den 12 september 1866:
Taeping , Serica , Ariel och Fiery Cross lämnade Kina samtidigt och seglade nästan hela vägen i varandras kölvatten och anlände till London inom två timmar. En mer spännande och spektakulär kamp har sällan skådats. Taeping som vann anlände till Lizard under samma timma som Ariel och sedan seglade båda fartygen gallant uppför kanalen sida vid sida drivna av en hård västerlig vind, varje segel hissad med däcken spolade av sjöarna.

## Efterspel
År 1869 öppnade Suezkanalen och distansen mellan Fuzhou och London minskade med 3 000 M. Klipperskeppen kunde inte längre konkurrera med ångdrivna fartyg.